# José Playo
José Playo (Córdoba, Argentina, 1974) es un licenciado en Ciencias de la Comunicación, catedrático y escritor, que comenzó publicando sus primeros artículos en una revista creada y editada por él que circuló en la capital de dicha provincia mediterránea entre los años 2003 y 2007, titulada Peinate que viene gente ("Peinate" sin tilde y acentuada en la "a", ya que es correspondiente al español rioplatense).
Paralelamente a su actividad de escritor, presenta artículos en su sitio web que está en actividad desde el año 2004, el que fue elegido junto a otros diez sitios de internet como los mejores blogs de habla hispana del mundo por la cadena alemana Deutsche Welle.

## Publicaciones
- Peguelé hasta dejarlo morado (2006) ("Peguelé": acentuación influenciada por el cocoliche).
- Peinate que viene gente (2007)
- La belleza del escándalo (2008)
- Peinate que viene gente - Vol II (2009)
- La irrupción de los finaditos (2009)
- Ménage à trois (2013)